# 住宅金融公庫
住宅金融公庫（じゅうたくきんゆうこうこ）は、かつて存在した国土交通省（旧建設省）・財務省所管の特殊法人・政策金融機関。
2007年3月31日に廃止され、4月1日より独立行政法人住宅金融支援機構に業務が引き継がれた。

## 概要
1950年6月、住宅金融公庫法に基づき設立。
- 本店・センター：東京都文京区後楽1-4-10
- 支店：全国の主要都市に11店舗
- 設立：1950年6月5日
- 資本金：2,237億円（2005年度）
- 役職員数：1,105人（2005年度）
- 融資等残高：55兆3,040億円（2005年3月現在）

## 業務内容
住宅金融は、資金力の弱い個人が長期にわたって利用することから、純粋な民間セクターで行うことが多くの国で困難であると位置付けられており、その政策的な支援を行う活動を行っている。住宅資金融資に必要な資金は財政投融資制度および財投債を通じて調達している。

### 住宅資金融資（直接融資）
発足時の1950年代から2007年3月まで、住宅の建築や購入のため、長期・固定・低利の住宅資金の直接貸付（住宅金融公庫融資）を行っていた。実際の融資申し込みは公庫取扱代理店である銀行・信用金庫などを通じて行われ、審査と融資実行（融資金の送金）にあたる部分を公庫側が行っていた。融資金の返済も取扱代理店である銀行等の普通預金口座での口座振替で行われている。
1970年代には住専などのノンバンクが、1980年代からは銀行・信用金庫・生命保険会社などが住宅ローンの取扱を開始・拡大したが、当初は融資対象者の職業・年収・資産など人物を対象とした条件が厳しかった。
一方、公庫融資の審査では物件の構造や評価額を重点においており、一定の収入と他の借入残高が過剰になければ融資が受けられる傾向があった。また、もともと長期固定金利であり、1990年代からは段階制金利制度によって当初10年間の金利負担が減る（繰り延ばしする）ケースも存在したため、2000年代には住宅融資残高のうち4割弱のシェア（残りは民間）があった。

#### 財形住宅融資
各金融機関での財形貯蓄（一般・年金・住宅問わない）残高の10倍までかつ所要金額の範囲内で、住宅の取得あるいはリフォーム資金を、公庫および支援機構の直接融資およびフラット35と別口で融資を受けられる制度である。住宅金融支援機構継承後も継続されている。

### 住宅宅地債券
積立形式の債券として、集合住宅の修繕費用を積み立てる目的で主にマンション管理組合や大家を対象とした「マンションすまい・る債」と、将来公庫融資を受ける利用者へ資金の貯蓄支援の一環で発行されていた「つみたてくん」の2種類の「住宅宅地債券」が存在する。当債券は財政投融資や機関投資家向けに住宅金融公庫が発行する政府保証債「住宅金融公庫債」とは異なり、政府保証はつかない。
債券の購入資金は公庫および承継した支援機構の資産として運用されるが、一定の条件の下で金融債と同じ要領で換金（現金化）が可能である。「つみたてくん」は金融債よりも利回りが僅かに高く、公庫融資を受ける際の月収基準が緩和されるメリットがあった。
しかしながら、独立行政法人に移行した後は直接融資は、災害復興への支援や集合住宅の立て替え等数種類に限られることとなり、「つみたてくん」の発行は2004年に中止された。
発行された全ての債券が2015年2月時点で満期を迎えている。
なお、積立期間によっては通常の住宅購入での機構融資が受けられる場合がある。

### 証券化支援事業
直接融資は民業の圧迫になると言う批判があり、縮小することとなった。それに代わって「長期・固定金利の住宅ローン」を提供し続けるため、民間金融機関等による長期・固定金利の住宅ローン債権の買取りなどを行い長期資金を供給するといった証券化支援事業を2003年から実施している。
これは、アメリカの住宅金融支援の枠組を模したもので、住宅金融公庫（現:住宅金融支援機構）が不動産担保証券を発行して調達した資金で金融機関の債権を買い取り、証券化により流動化を計るというものである。
2004年に証券化支援事業は「フラット35」の名称となっている。最長の融資返済期間は当初最長35年であったが、後に35年超最長50年までの「フラット50」も登場した。取り扱いは同商品の取扱金融機関で行う。